# Chancelier de l'Échiquier du cabinet fantôme
Le Chancelier de l'Échiquier du cabinet fantôme est dans le système parlementaire britannique, membre du cabinet fantôme qui est responsable de l'observation du chancelier de l'Échiquier. Le titre est dans l'opposition, mais est informel. Ils ne jouent aucun rôle constitutionnel.
Le chancelier de l'ombre actuel est Mel Stride. 

## Liste des chanceliers de l'Ombre
| Nom | Nom               | Nom | Début             | Fin               | Parti        |
| --- | ----------------- | --- | ----------------- | ----------------- | ------------ |
|     | Rab Butler        |     | 10 décembre 1950  | 26 octobre 1951   | Conservateur |
|     | Hugh Gaitskell    |     | 26 octobre 1951   | 14 décembre 1955  | Travailliste |
|     | Harold Wilson     |     | 14 décembre 1955  | 2 novembre 1961   | Travailliste |
|     | James Callaghan   |     | 2 novembre 1961   | 15 octobre 1964   | Travailliste |
|     | Reginald Maudling |     | 15 octobre 1964   | 27 juillet 1965   | Conservateur |
|     | Edward Heath      |     | 27 juillet 1965   | 11 novembre 1965  | Conservateur |
|     | Iain Macleod      |     | 11 novembre 1965  | 20 juin 1970      | Conservateur |
|     | Roy Jenkins       |     | 20 juin 1970      | 19 avril 1972     | Travailliste |
|     | Denis Healey      |     | 19 avril 1972     | 4 mars 1974       | Travailliste |
|     | Robert Carr       |     | 4 mars 1974       | 11 février 1975   | Conservateur |
|     | Geoffrey Howe     |     | 11 février 1975   | 4 mai 1979        | Conservateur |
|     | Denis Healey      |     | 4 mai 1979        | 8 décembre 1980   | Travailliste |
|     | Peter Shore       |     | 8 décembre 1980   | 31 octobre 1983   | Travailliste |
|     | Roy Hattersley    |     | 31 octobre 1983   | 13 juillet 1987   | Travailliste |
|     | John Smith        |     | 13 juillet 1987   | 24 juillet 1992   | Travailliste |
|     | Gordon Brown      |     | 24 juillet 1992   | 2 mai 1997        | Travailliste |
|     | Kenneth Clarke    |     | 2 mai 1997        | 11 juin 1997      | Conservateur |
|     | Peter Lilley      |     | 11 juin 1997      | 2 juin 1998       | Conservateur |
|     | Francis Maude     |     | 2 juin 1998       | 1er février 2000  | Conservateur |
|     | Michael Portillo  |     | 1er février 2000  | 18 septembre 2001 | Conservateur |
|     | Michael Howard    |     | 18 septembre 2001 | 6 novembre 2003   | Conservateur |
|     | Oliver Letwin     |     | 6 novembre 2003   | 10 mai 2005       | Conservateur |
|     | George Osborne    |     | 10 mai 2005       | 11 mai 2010       | Conservateur |
|     | Alistair Darling  |     | 11 mai 2010       | 8 octobre 2010    | Travailliste |
|     | Alan Johnson      |     | 8 octobre 2010    | 20 janvier 2011   | Travailliste |
|     | Ed Balls          |     | 20 janvier 2011   | 11 mai 2015       | Travailliste |
|     | Chris Leslie      |     | 11 mai 2015       | 12 septembre 2015 | Travailliste |
|     | John McDonnell    |     | 13 septembre 2015 | 5 avril 2020      | Travailliste |
|     | Anneliese Dodds   |     | 5 avril 2020      | 9 mai 2021        | Travailliste |
|     | Rachel Reeves     |     | 9 mai 2021        | 5 juillet 2024    | Travailliste |
|     | Jeremy Hunt       |     | 8 juillet 2024    | 4 novembre 2024   | Conservateur |
|     | Mel Stride        |     | 4 novembre 2024   | En cours          | Conservateur |